# Chiesa di Gesù Bambino all'Esquilino
La chiesa di Gesù Bambino all'Esquilino è un luogo di culto cattolico di Roma, nel rione Monti, in via Urbana.
Essa sorge di fronte alla Basilica di Santa Pudenziana ed è annessa al convitto e alla casa generalizia delle Suore Oblate del Bambino Gesù. La chiesa fu edificata sotto il pontificato di Clemente XII, inizialmente su progetto di Alessandro Specchi (1713), cui subentrarono ben presto Carlo Buratti e soprattutto Ferdinando Fuga, che portò a termine la chiesa nel 1736; essa fu solennemente consacrata il 9 settembre 1736, come ricorda un'epigrafe all'interno. Il convitto invece, che occupa un intero isolato, fu portato a termine nell'Ottocento da Andrea Busiri Vici.
La chiesa era preceduta da una doppia rampa di scale, demolite dopo l'unità d'Italia per le opere di innalzamento del livello stradale. Il portale d'ingresso si presenta semplice nelle sue forme, mentre più elegante e fastosa appare la grande finestra superiore ornata da uno stemma con festoni.
La chiesa fu sottoposta ad un radicale restauro nel 1882, sotto la direzione dell'architetto Andrea Busiri Vici. A questa fase risalgono i quattro angeli con cartigli nei pennacchi della cupola e il Bambin Gesù nella volta dell'altare maggiore.
L'interno è a croce greca e di forma rotonda con cupola a catino e tre altari. All'altare maggiore si trova, recentemente restaurata e ricollocata dopo oltre un secolo, l'opera, di Marco Benefial, l'Adorazione dei pastori. Sull'altare destro: il dipinto di S. Agostino che trionfa sulle eresie di Domenico Maria Muratori, e su quello sinistro: Visione di S. Andrea Corsini di fronte alla Vergine di Giacomo Zoboli. Riccamente decorata è la Cappella della passione disegnata da Virginio Vespignani  e realizzata nel 1856 con marmi policromi, stucchi dorati e pitture a tempera di Francesco Grandi, per volontà del cardinale Mario Mattei per costudire la venerata statua di Gesù incoronato di spine.
Nella casa sul lato destro della chiesa vi è una lapide che ricorda il sacrificio del sacerdote Pietro Pappagallo, morto alle Fosse Ardeatine:

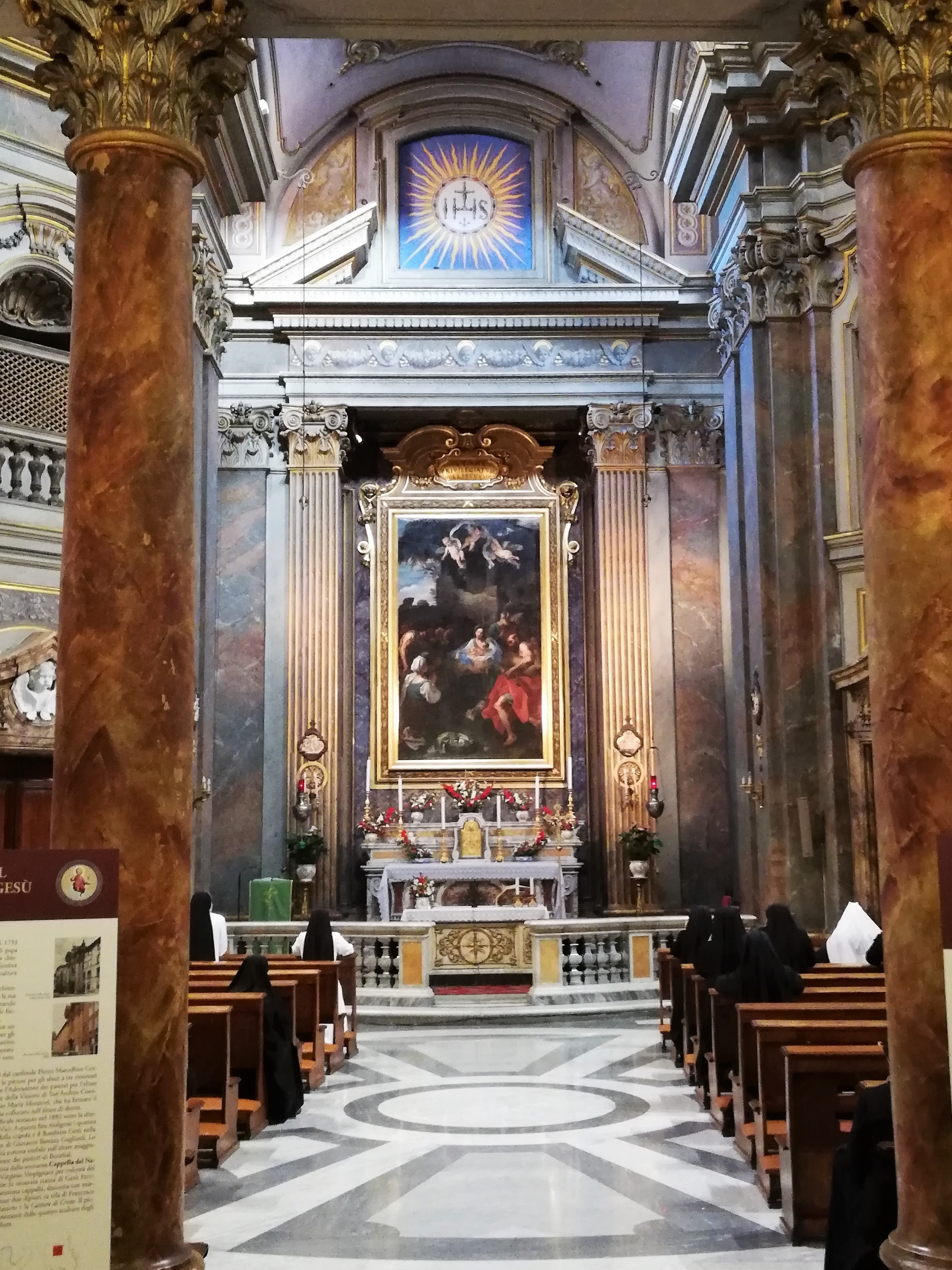
L'interno, con il presbiterio e l'altar maggiore